# Иерархия доминирования

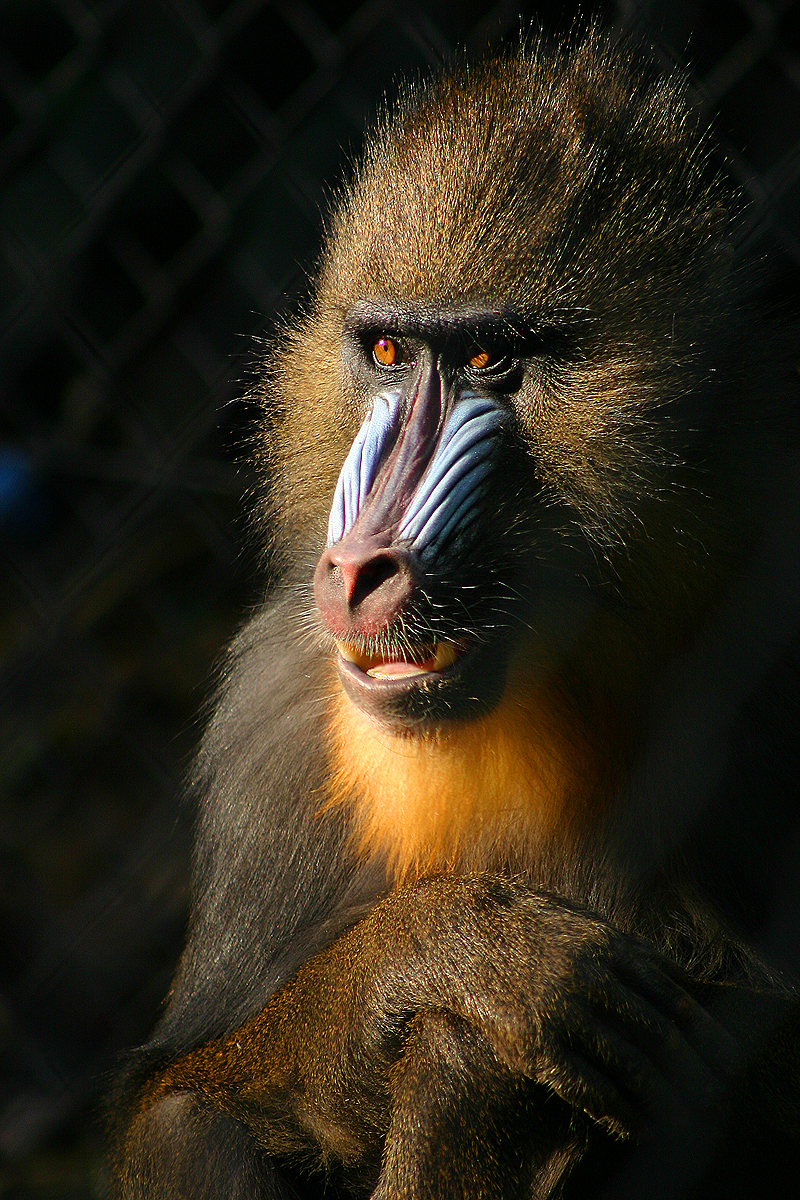
Альфа-самец мандрил обладающий характерной для альфа-самцов окраской.

Иера́рхия в биологии — система подчинения-доминирования в сообществах животных. 

## В этологии
Порядок доминирования особи общепринято обозначать буквами греческого алфавита, от альфы до омеги. Буквой альфа обозначается особь, занимающая доминирующее положение в стае, например ♂α или ♀α. Соответственно, последнее место в иерархии обозначается буквой омега.
Роль вожака в стадах часто принадлежит самцам. Альфа-самец выполняет обязанности вожака и защитника стада. Он также является наиболее привлекательным для самок в брачных играх, часто — отцом большинства детей. У многих видов приматов самец альфа обладает характерными вторичными половыми признаками, развитие которых стимулируется уровнем половых гормонов. Особенно ярко они выражены у мандрилов (см. фото).  Самки могут образовывать параллельную иерархию или же получать статус своего партнёра.
Открытая агрессия проявляется только при установлении иерархических отношений и крайне редко для их подтверждения. Для поддержания иерархии используется специальная система сигналов. Здесь следует отметить положительное значение иерархии как средства снижения внутривидовой агрессии.
Доминирование наблюдается у рыб (цихлиды), где оно проявляется в повышенном гормональном фоне и агрессии.

## Виды иерархии
Самый простой вид иерархии — линейная. Классическим примером такой системы иерархии может служить иерархия маленьких (до 10 особей) куриных стай. Впервые иерархия была описана норвежским учёным Шельдерупом-Эббе в 1922 году именно на примере порядка клевания у кур. Иерархия проявляется при кормлении. Первой клюёт пищу альфа-курица, бета-курица — второй и т. д., причем нарушения порядка клевания (например, попытка курицы нижнего ранга клюнуть зерна раньше курицы более высокого ранга) пресекаются клевком в голову или туловище нарушителя иерархии.
Позже выяснилось, что в больших группах кур возможно нарушение транзитивности отношений доминирования, что приводит к образованию так называемой круговой иерархии, когда курица, занимающая доминирующее положение по отношению ко второй, занимает подчинённое положение по отношению к третьей, которая в свою очередь подчинена второй курице.

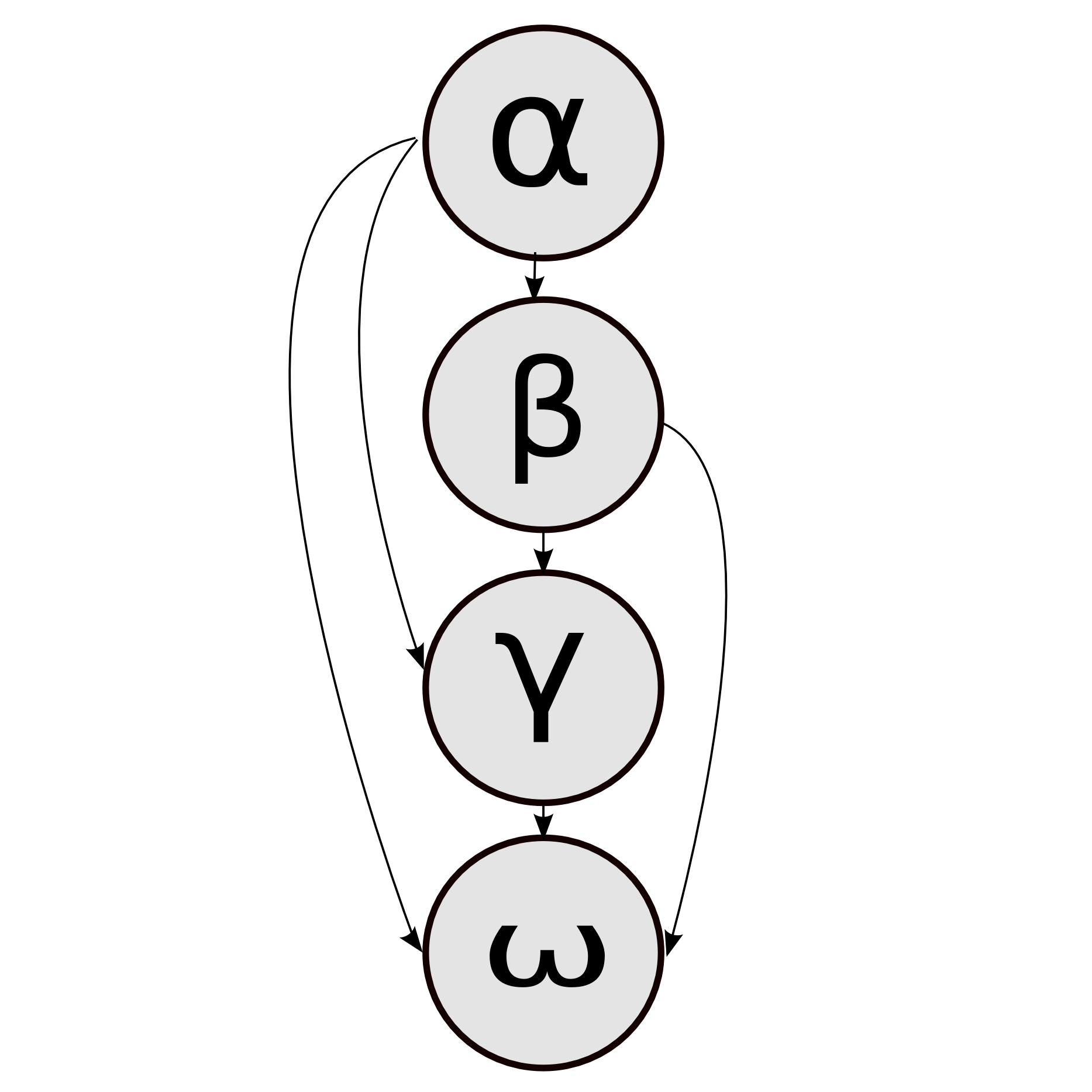
Линейная иерархия
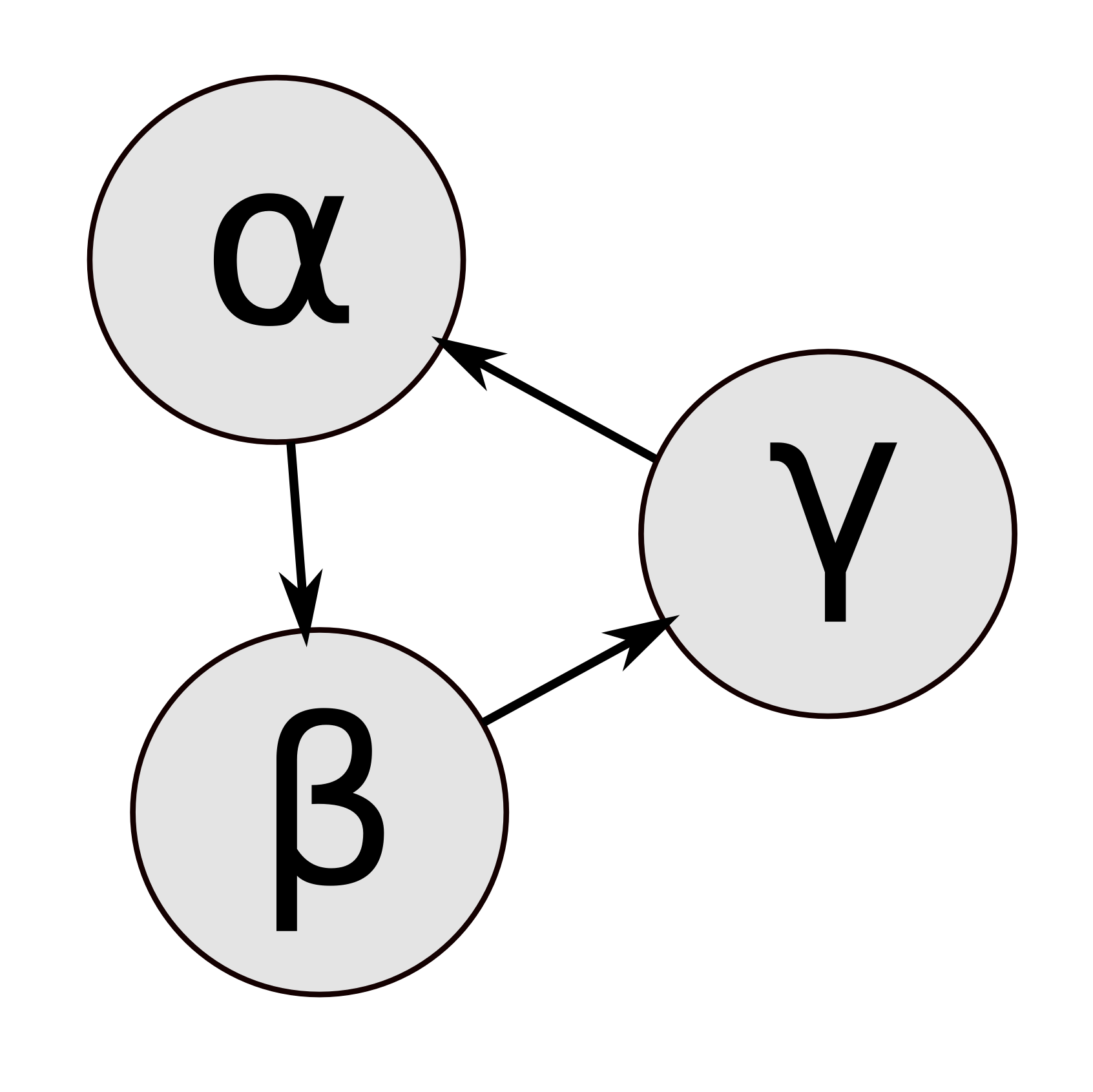
Кольцевая иерархия

### Критика «альфа-модели» поведения
Часть исследователей считает, что альфа-самец и альфа-самка в известной степени являются искусственной попыткой проецировать социальное устройство приматов на остальных животных, где существует более простая модель родственных отношений. Так, Дэвид Мех (David Mech) проводивший 13 лет наблюдения за стаями волков в заповеднике Элсмира так и не смог обнаружить «вожаков стаи» волков, которые хорошо известны даже по различному фольклору, а обнаруживал просто надзор родителей за потомством. Поэтому Дэвид считает, что имеют место обычные отношения «родитель-потомок», с домысливанием людьми дополнительных уровней социальных отношений, по подобию человеческого общества: «Таким образом, введение понятия альфа-волка обычно не более уместно, чем именование альфой родителя — человека или лани (самки). Любой родитель доминирует над своим молодым потомством, так что статус „альфа“ не добавляет никакой новой информации. Почему бы не считать альфа-самку просто эквивалентом родителя женского пола, за счёт функции размножения ставшей матриархом или просто матерью части волков стаи? Такое обозначение подчеркивает не доминантный статус животного, что является тривиальной информацией, но её роль прародителя стаи, что на самом деле и есть самое важное.»

## Эксперименты на грызунах
Дидье Дезор и коллеги из Университета Нанси провели ряд исследований, известных как «опыты с крысами-ныряльщиками», и показывавших варианты разделения ролей в группе крыс на «работников» и «грабителей». 6 крыс помещались в клетку устроенную так, что достать еду можно было только ныряя на задержке дыхания (все крысы были предварительно ознакомлены с клеткой и постепенно обучены нырять за пищей), но съесть пищу можно было только в общей клетке. Установились роли: работник, грабитель и самостоятельный. Работники много ныряли за пищей, но есть принимались лишь накормив грабителей. Самостоятельные — кормились сами, в грабеже не участвуя, но давая отпор грабителям. Грабители не ныряли вообще. Смена ролей наблюдалась в около 1 % случаев, в серии более 1000 экспериментов. Гипотезы о врожденно-разном мастерстве в нырянии, о врожденно-разном страхе воды, остроумными проверками были опровергнуты. Попутно отмечено, что успокоительные препараты переводят крысу в разряд работников, снижая её агрессивность.
Ряд опытов Дезора показал несущественность фактора «прирожденности» в выборе роли работника или грабителя у крыс.
Сначала была проверена смена ролей путём объединения в единые группы 6 крыс: все 6 работники, и все 6 грабители (после 3 месяцев приучения крыс к своим ролям). Шестеро работников вновь быстро разделились на три роли: 3 работника, 1 самостоятельный, 2 грабителей. Шестеро грабителей долго, в среднем полтора часа, не хотели нырять вообще. Затем 2 начали неохотно нырять, но их ограбление хотя и происходило, сопровождалось большими трудностями. Тем не менее, после периода переучивания, перераспределение ролей вновь произошло. В другом варианте выявления «прирожденных работников», в ящике Скиннера новые крысы были порознь обучены добывать пищу нажимая рычаг, и сведены в группы по 6 крыс в одном ящике Скиннера. Вновь они разделились — на работников и грабителей, уже без драк (ведь у работников не было времени добежать до кормушки от рычага и подраться). Эти же крысы были испытаны на роли в нырянии. Однако совершенно никакого совпадения ролей в ящике Скиннера и в нырянии за пищей не было обнаружено.
Авторы сделали вывод, что выбор ролей происходит случайным образом и обусловлен множеством факторов: и природой затруднения в добыче еды, и соотношением голода, опаски воды и опаски драки, и т.о. генетическая врожденная предрасположенность играет незначительную роль в этой социальной ситуации. Случайно выбранная роль затем, постоянно подкрепляясь успехом, становится постоянной: работнику проще лишний раз умело нырнуть, чем в одиночку сопротивляться грабителям, грабителю проще привычно-умело грабить, чем одолевать опаску перед непривычным нырянием.
Наконец часть грабителей удалось «перевоспитать», когда 3 предварительно до отвала накормленных работников объединили с 3 голодными грабителями. Работники играли в клетке, тогда как грабители толпились у воды готовясь сменить роль и преодолеть свою привычку грабить и опаску нырять. Ученые иронично назвали ситуацию «грабители попали, налицо забастовка».
Но даже роль «несправедливых» крыс-грабителей, по мнению ученых, вполне можно истолковать позитивно: спасенные «добрыми» работниками от голода «грабители» сегодня, вполне могут быть полезны в решении новой задачи завтра, и роли могут поменяться. Да и выгоду от многочисленности популяции данного вида крыс нельзя сбрасывать со счета в борьбе между видами. Были впоследствии всё же найдены и некоторые различия в установлении ролей, обусловленные генетическими различиями крыс.
В исследованиях Роберта Сапольски альфа-самцы, лучше всех питавшиеся и третировавшие сородичей в борьбе за гарем, вымерли от туберкулеза заразившись от только им доставшихся лакомых объедков с человеческой помойки. Неагрессивные, но и стоящие за себя бета-самцы, «захватив власть», не стали однако издеваться над гамма-самцами, и не давали никому из гамм принять роль злобного альфы, и в стае установился мир и добрые отношения.
Также широко известный эксперимент с ограниченным доступом мышей к жизненному пространству «Вселенная 25» тоже выявил распределение мышей на доминантов-альфа, изгоев-гамма и независимых-бета. Однако задача в этом исследовании, непрерывно усложняясь, обусловила множество иных отклонений от нормального поведения: повышенную агрессивность самок, нежелание спариваться, гомосексуальное поведение, и всё это опять по чисто социальным причинам. Как результат таких отклонений, колония вымирала. Однако эксперимент и его интерпретация, описанная здесь, были подвергнуты значительной научной критике (см. статью).

## Комментарии
1. ↑  Роберт Сапольски пишет, что на самом деле альфа-самцы у приматов никого никуда не ведут, поскольку не знают, куда идти. При сборе корма группа следует за пожилыми самками, которые знают, где находится еда, а во время охоты каждый действует на свой страх и риск[1].